# Scaphidema sichuanum
Scaphidema sichuanum – gatunek chrząszcza z rodziny czarnuchowatych i podrodziny Diaperinae.
Gatunek ten opisany został po raz pierwszy w 2003 roku przez Wolfganga Schawallera na łamach „Stuttgarter Beiträge zur Naturkunde”. Jako lokalizację typową wskazano Hailuogou w chińskim Syczuanie.
Chrząszcz o owalnym w zarysie ciele długości od 3,3 do 3,8 mm. Wierzch ma ubarwiony czarniawo z nieznacznym połyskiem metalicznym i jasnożółtą przepaską na pokrywach leżącą za barkami i nie osiągającą szwu. Przedplecze ma przednią krawędź nieobrzeżoną i pośrodku nabrzmiałą, kąty przednie niewystające, krawędzie boczne z kompletnym obrzeżeniem nie przechodzącym na krawędź tylną, a powierzchnię z drobnym, równomiernym, wyraźnie rzadszym i mniejszym niż na głowie punktowaniem. Pokrywy nie mają wgłębionych rzędów, natomiast dysponują ośmioma nieregularnymi szeregami nieco większych niż na przedpleczu punktów; pomiędzy szeregami znajdują się punkty rozproszone, tak drobne jak na przedpleczu. Epipleury są niepunktowane. Zapiersie ma krótkie szczecinki i rzadsze od sternitów odwłoka punktowanie. Genitalia samców mają paramery połączone, łopatowate, całkiem zasłaniające płat środkowy (prącie).
Owad górski, znany tylko z zachodniego Syczuanu, spotykany na wysokości między 2900 a 3200 m n.p.m.